# Fotografická puška

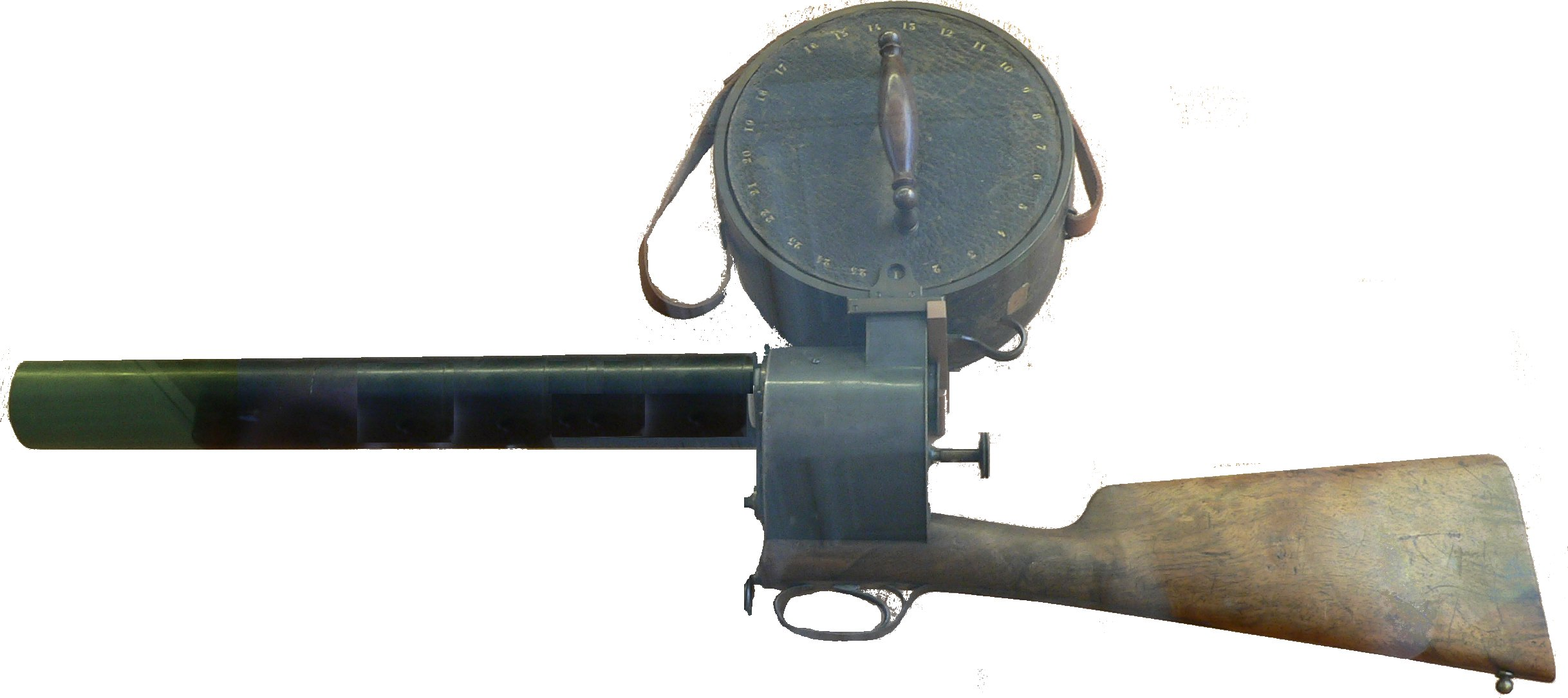
Mareyova fotografická puška z roku 1882

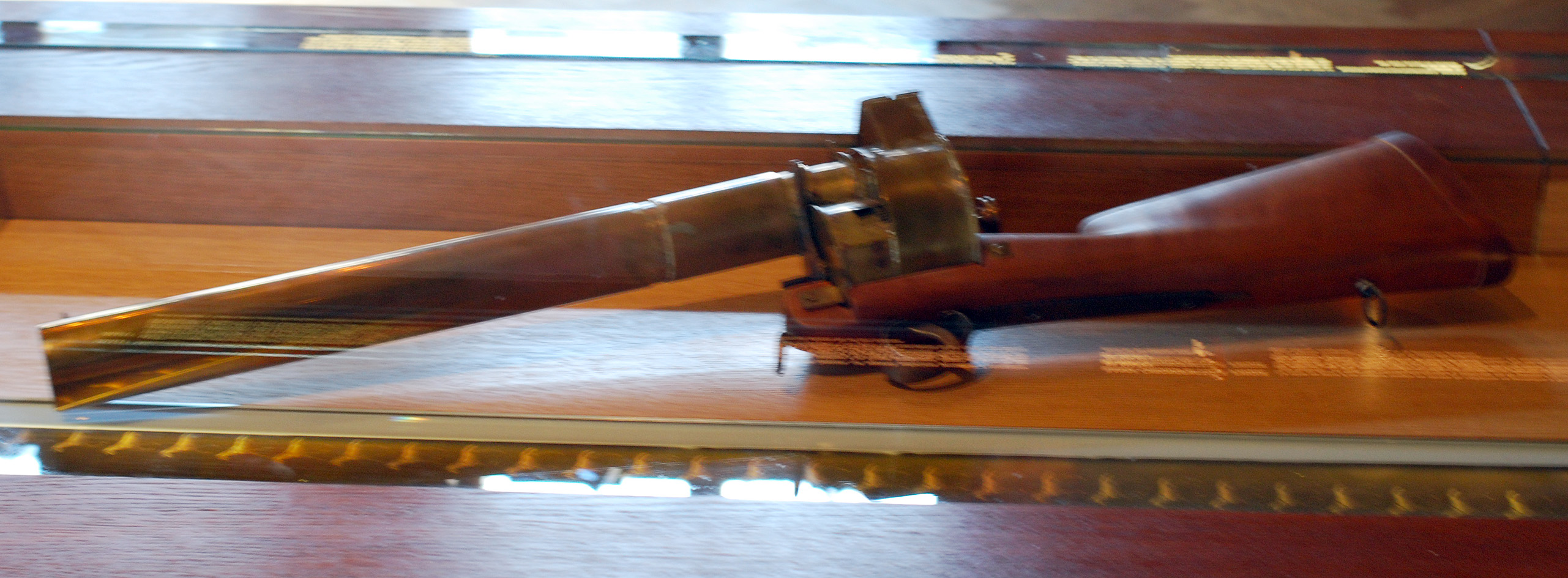
Mareyova puška v Lumièrově muzeu v Lyonu

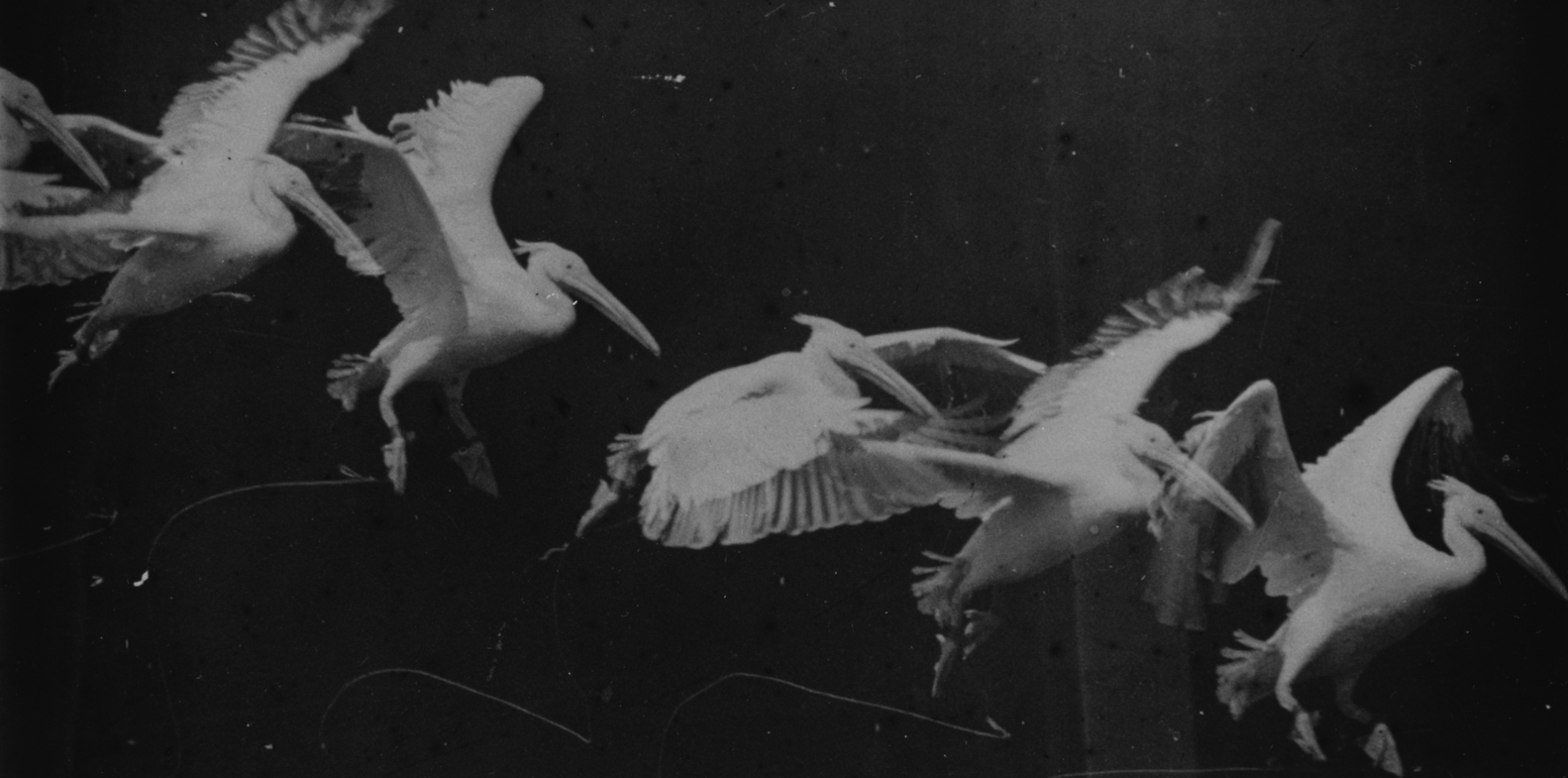
Letící pelikán, kterého Marey zachytil fotopuškou okolo r. 1882. Nalezl cestu, jak zachytit více fází pohybu na jednu fotografii

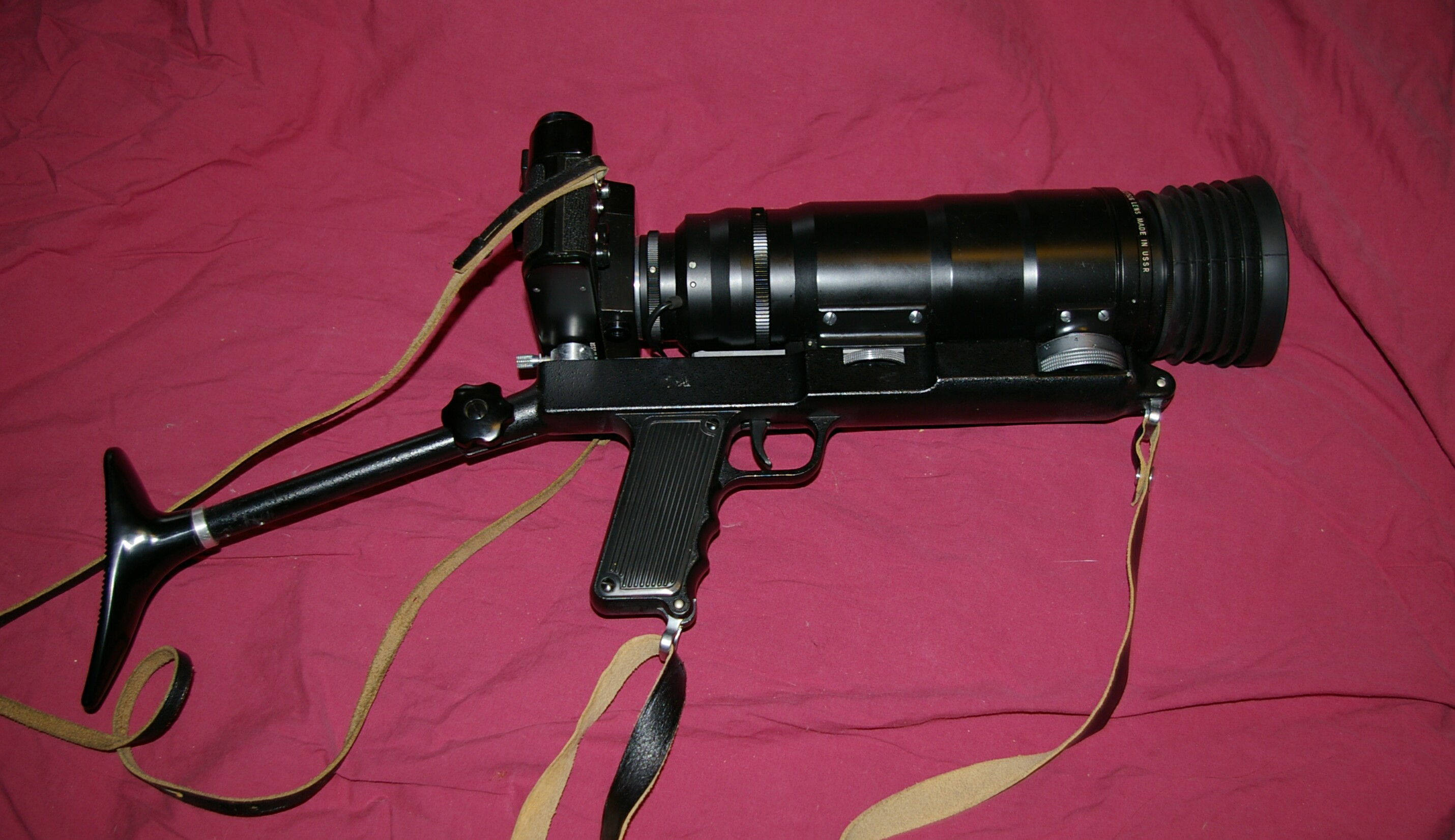
Sovětská fotografická puška, FS-12 z roku 1982

Fotografická puška nebo fotopuška je fotoaparát, který má teleobjektiv a zpravidla také ramenní opěrku, takže tvarem připomíná pušku. Dá se s ní fotografovat na velké vzdálenosti.

## Historie
Za vynálezce fotopušky se považuje Étienne-Jules Marey, který se v osmdesátých letech 19. století začal podílet na vývoji chronofotografie, která mohla sloužit dokonce pro trojrozměrnou rekonstrukci pohybu. Použil rotující fotografickou desku v kameře, která byla podobná zbrani (1882), světlo-citlivý papír nebo celuloid (1888), následně také projekční techniku (1893) a 35 mm kameru (1899).

Jeho první puška z roku 1882 byla schopná zaznamenat 12 snímků za sekundu, všechny zachytila na jeden jediný obrázek. Jeho studie se týkaly pohybu lidského těla a různých zvířat.
Již v roce 1869 vynalezl Eadweard Muybridge jednu z prvních kamerových závěrek. V roce 1877 nafotografoval své rozsáhlé experimenty a zdokonalil svou techniku. Fotografoval až třiceti kamerami a jako výsledek své práce ve Filadelfii roku 1887 zveřejnil 781 světlotisků pod názvem Animal Locomotion a The Human Figure in Motion. V roce 1883 vynalezl kameru, která umožňovala zachytit celou sérii expozic na jednu desku, čímž získal pohybový diagram. Později zkonstruoval kameru, která při každém osvitu udělala samostatný snímek jedné pohybové fáze. Zoopraxiskop je promítačka, kde jsou na kotouči nalepené fotografie. Při točení klikou se kotouč otáčel a přes čočky se na plátno promítal pohybující se obraz.
Mareyovo dílo La machine animale z roku 1873 inspirovalo guvernéra Lelanda Stanforda k sázce s Eadweardem Muybridgem o pět let později; a také k dalším chronofotografickým studiím zvířat v pohybu speciálními kamerami. Marey sám se naopak nechal inspirovat Muybridgovým dílem Animal Locomotion (1877), aby vylepšil astronomický revolver Julese Janssena (1874) a vynalezl svou chronofotografickou pušku, pomocí které mohly být zachyceny pohybující se objekty v prostoru.
Od této chvíle to byl jen krůček ke kinematografii.